# Electric Cafe
Electric Cafe je album německé electro skupiny Kraftwerk.
Práce na tomto albu začaly již v roce 1982, kdy bylo připravováno pod názvem Techno Pop (viz článek Techno Pop). Celé album bylo vytvořeno za použití digitálních nahrávacích technik, fyzicky však bylo vydáno v analogové podobě. Od roku 1984 Kraftwerk ve spolupráci se světoznámou designérkou Rebeccou Allen připravovali videoklip ke skladbě Musique Non Stop, který mimo jiné získal několik ocenění za futuristické zpracování. Singl The Telephone Call je jedinou skladbou od Kraftwerk, kde hlavní vokály zpívá Karl Bartos.
V remasterované edici The Catalogue je Electric Cafe uvedeno pod označením "Techno Pop"

## Singly
1. Musique Non Stop - 1986
2. The Telephone Call - 1987 (německá verze: Der Telefon Anruf)

## Seznam skladeb

### Anglická verze
1. (02:58) Boing Boom Tschak
2. (07:41) Techno Pop
3. (05:44) Musique Non Stop
4. (08:03) The Telephone Call
5. (06:51) Sex Object
6. (04:17) Electric Cafe

### Německá verze
1. (02:57) Boing Boom Tschak
2. (07:41) Techno Pop
3. (05:45) Musique Non Stop
4. (08:02) Der Telefon Anruf
5. (06:51) Sex Objekt
6. (04:16) Electric Cafe

### Španělská verze
1. (02:58) Boing Boom Tschak
2. (07:41) Techno Pop
3. (05:44) Musique Non Stop
4. (08:03) The Telephone Call
5. (06:51) Sex Object
6. (04:17) Electric Cafe

Ve Španělsku se počátkem roku 1987 objevily dvě verze Electric Cafe - mezinárodní s anglicky zpívanými texty a druhá, tzv. Edición Española, na které jsou skladby "Techno Pop" a "Sex Object" zpívány ve španělštině. Někdy je nesprávně španělská verze "Sex Object" uváděna pod názvem Objeto Sexual.